# Red Hot Chili Peppers
Red Hot Chili Peppers (často zkráceně RHCP) je americká rocková skupina založená v Los Angeles v roce 1982. Skládá se z Anthony Kiedise (zpěv), Flea (basa), Johna Fruscianteho (kytara) a Chada Smithe (bicí). Jejich hudba v sobě spojuje prvky alternativního rocku, funku, punk rocku, hard rocku, hip hopu a psychedelického rocku a ovlivnila žánry včetně funk metalu, rap metalu, rap rocku, a nu metalu. S více než 120 miliony prodaných desek po celém světě jsou Red Hot Chili Peppers jednou z nejprodávanějších kapel všech dob. Drží rekordy v počtu singlů na prvním místě v hitparádách American Alternative Songs (15), v počtu kumulativních týdnů na prvním místě (91) a v počtu skladeb v první desítce (28) v hitparádě Billboard Alternative Songs. Získali tři ceny Grammy, v roce 2012 byli uvedeni do Rock and Rollové síně slávy a v roce 2022 získali hvězdu na hollywoodském chodníku slávy.
Skupina Red Hot Chili Peppers vznikla v Los Angeles. Založili ji Kiedis, Flea, kytarista Hillel Slovak a bubeník Jack Irons. Kvůli závazkům k jiným kapelám se Slovak a Irons neobjevili na jejich debutovém albu z roku 1984, na kterém místo nich vystoupili kytarista Jack Sherman a bubeník Cliff Martinez. Slovak se k nim vrátil na druhém albu Freaky Styley (1985) a Irons na třetím The Uplift Mofo Party Plan (1987). Irons odešel poté, co Slovak v červnu 1988 zemřel na předávkování drogami.
S Frusciantem a Smithem nahráli Red Hot Chili Peppers album Mother's Milk (1989) a svůj první velký komerční úspěch Blood Sugar Sex Magik (1991). Frusciante se necítil dobře s nově nabytou popularitou a v roce 1992 náhle odešel z turné. Po sérii dočasných kytaristů ho nahradil Dave Navarro. Jejich další album One Hot Minute (1995) se úspěchu alba Blood Sugar Sex Magik nevyrovnalo. Frusciante a Kiedis se v 90. letech potýkali s drogovou závislostí.
V roce 1998 Navarro odešel a Frusciante se ke kapele vrátil. Jejich sedmé album Californication (1999) se stalo jejich největším komerčním úspěchem s 16 miliony prodaných kopií po celém světě. Úspěšné byly také alba By the Way (2002) a Stadium Arcadium (2006); Stadium Arcadium bylo jejich prvním albem, které se umístilo na prvním místě v žebříčku Billboard 200. Frusciante v roce 2009 znovu odešel, aby se soustředil na sólovou kariéru; nahradil ho Josh Klinghoffer, který se objevil na albech I'm with You (2011) a The Getaway (2016), než se Frusciante v roce 2019 vrátil. Chili Peppers vydali v roce 2022 svá 12. a 13. alba Unlimited Love a Return of the Dream Canteen.

## Historie

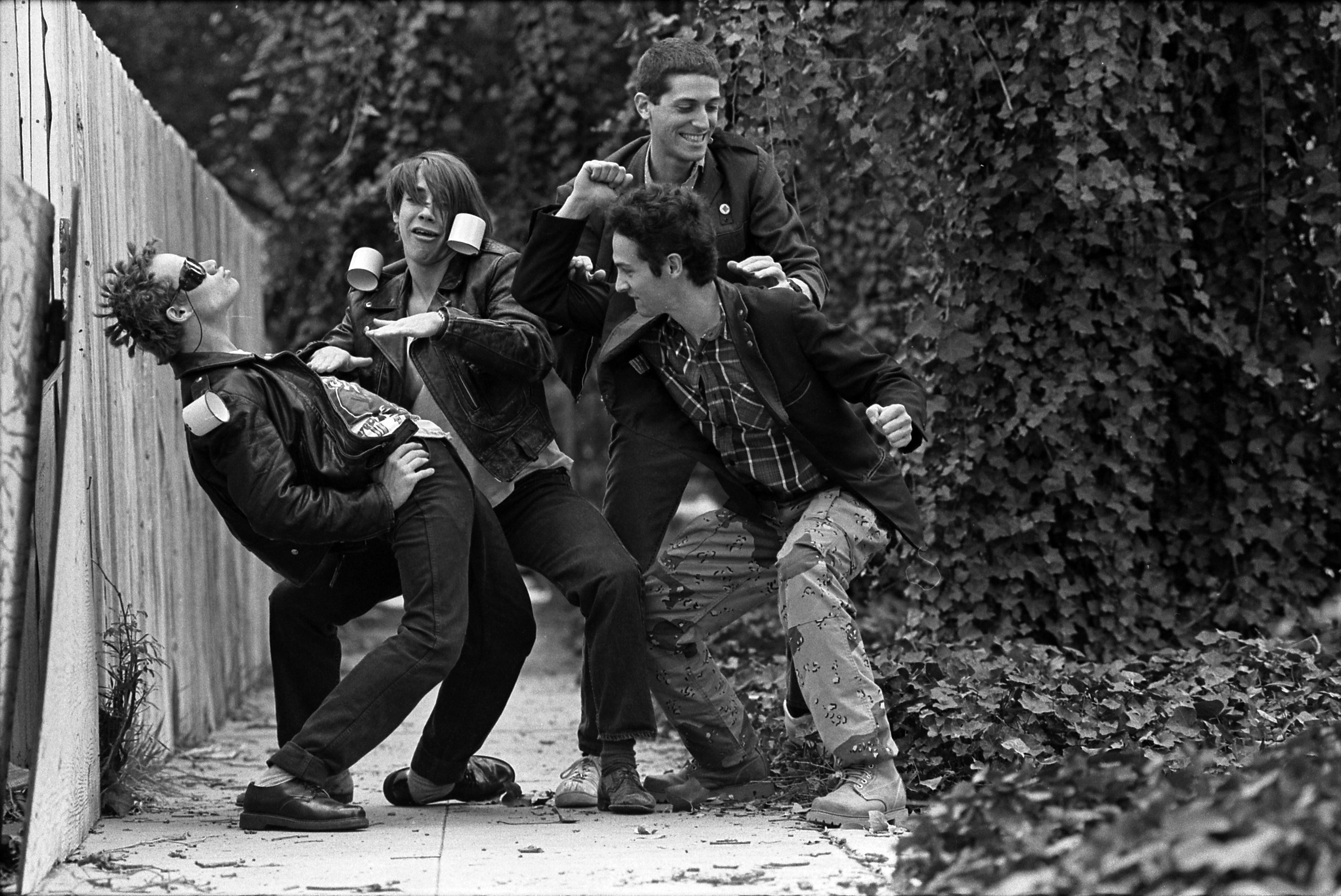
Skupina v únoru 1984; zleva: Flea, Anthony Kiedis, Jack Sherman a Cliff Martinez

Základem vzniku Red Hot Chili Peppers bylo to, když se na střední škole Fairfax High School potkali dva pozdější dlouholetí kamarádi Anthony Kiedis (1. 11. 1962, narozen v Grand Rapids, Michigan) a Michael Balzary alias Flea (* 16. října 1962, v Melbourne, Austrálie). Oba dva neměli jednoduché dětství, protože pocházeli z rozvrácených rodin. Anthony vyrůstal u svého otce, který ho velmi ovlivnil (ale k horšímu – Anthony si mohl dělat takřka všechno, co chtěl a otec vůbec nedbal na jeho výchovu). Otec (vystupoval pod jménem Blackie Dammet) se živil jako herec u béčkových filmů Hollywoodu. Stejně jako otec si i Anthony zahrál v pár filmech (pod jménem Cole Dammet). Relativně nejslavnější byl jako syn odborového předáka ve snímku F.I.S.T., kde si zahrál po boku Sylvestera Stallone. Když Anthony nastoupil na Fairfax, bylo mu 15 let. V té době chodila na Fairfax i nerozlučná dvojice přicházející ze židovské komunity v L.A. – Hillel Slovak (původem z Izraele) a Jack Irons (narozen v Los Angeles). Tato dvojice založila v roce 1977 s dalšími studenty kapelu Another School, později přejmenovanou na Anthem. Kiedis a Flea se s Anthem dobře znali a již před maturitou v roce 1980 s nimi občas zkoušeli. Z Anthem vznikly dvě kapely s téměř totožným složením – What Is This? a zárodek příštích RHCP často měnící názvy.
V létě 1983 se Red Hot Chili Peppers zrodili definitivně. S názvem podle kvintetu Louise Armstronga přišel Kiedis. Smlouva s americkou pobočkou společnosti EMI zněla na jméno kapely, ale Slovak s Ironsem začali váhat, zda podepsat druhou smlouvu, když už jednu měli jako What is this?. Nakonec ji nepodepsali. Takže první album s eponymním názvem The Red Hot Chili Peppers (1984) se natáčelo bez nich. Jako kytarista byl přizván studiový hráč Jack Sherman a za bicí povolal Flea kamaráda Cliffa Martineze. Pak se kapela vydala na turné. Po návratu z turné byl vyhozen Sherman a začátkem roku 1985 nastoupil do kapely Hillel Slovak.
Už se Slovakem vznikla další deska Freaky Styley (1985). Poté se kapela opět vydala na turné. Pro bubeníka Cliffa Martineze to byly poslední měsíce spolupráce, protože vzápětí byl nahrazen Jackem Ironsem. A tak parta kamarádů ze střední školy byla kompletní.
Třetí album The Uplift Mofo Party Plan (1987) bylo první, které se dostalo do TOP 200. Některé další nahrávky (např. předělávka Hendrixova Fire) vyšly až další rok na The Abbey Road E.P. (1988). Následovalo první evropské turné. Vyčerpáni se vrátili do Los Angeles a individuálně odpočívali. V sobotu 27. 6. 1988 večer zemřel na předávkování heroinem a kokainem ve svém bytě Hillel Slovak. Následkem tragédie soubor na několik měsíců přestal existovat. Jack Irons se zhroutil, byl dán rodiči na krátké psychiatrické léčení a už nikdy se do skupiny nevrátil. Kapela se přece jenom znovu dala dohromady.
Do definitivního obsazení byl přijat mladičký fanoušek kapely John Frusciante (narozen v roce 1970), který jim svými způsoby a hrou připomínal zemřelého Slovaka. Lákalo je také, že nikdy nevystoupil s žádnou kapelou. Na post bubeníka byl do kapely přijat Chad Smith (25. 10. 1962, St. Paul, Minnesota). V tomto složení vydala kapela desku s názvem Mother's Milk (1989). Brzy získala první zlatou desku a pozornost vzbudily i oba singly – památce Hillela Slovaka věnované a jím inspirované Knock Me Down a předělávka písně Stevieho Wondera Higher Ground. RHCP prorazili i komerčně, aniž by přišli o úctu kritiky. Až do dubna 1990 trvalo rozsáhlé světové turné. Po personální stabilizaci se kapela chystala natočit další album.
V září roku 1991 vyšlo vrcholné album RHCP Blood Sugar Sex Magik, jež podle mnohých zůstává dodnes nepřekonaným dílem této kapely. Deska se dostala až na třetí místo albového žebříčku. V dubnu 1992 byla platinová. Z tohoto alba pochází největší hity RHCP: Give It Away, Under the Bridge, Suck My Kiss. Další vzpomínkou na Hillela je My Lovely Man. Následovala různá ocenění. Cena MTV pro Nejlepší hardrockovou zpívanou skladbu, v únoru 1993 Grammy za Nejlepší zpívaný hardrockový výkon. Úspěchy podpořili dalším koncertováním, předkapelu jim dělala např. Nirvana (jejíž album Nevermind vyšlo v tentýž den jako Blood Sugar). 7. května 1992 oznámil své pevné, nezměnitelné rozhodnutí odejít ze skupiny John Frusciante. Jeho závislost na drogách se přestávala snášet s rostoucí popularitou. V následujících letech natočil dvě zajímavá, ale komerčně neúspěšná sólová alba.
Během dalších 2 let se na postu kytaristy vystřídali málo známí Arik Marshall, Zander Schloss a Jesse Tobias. Třetí vydržel pouhý měsíc. RHCP zkoušeli jednat i se svým dřívějším kytaristou Jackem Shermanem, ale jeho požadavky odmítli akceptovat. Nakonec přemluvili Dava Navarra (7. 10. 1965, Santa Monica). Mnohokrát odkládané album One Hot Minute vyšlo v roce 1995. Flea za něj dostal ocenění Nejlepší baskytarista roku. Album znělo více metalově než funkově, dalšího výraznějšího úspěchu se však nedočkalo. Odřeknuté koncerty, stále větší drogová závislost, motocyklové nehody a nakonec odchod Navarra přivedly kapelu na samý pokraj definitivního konce. Zabojovat musel opět neúnavný Flea. Dohodl se s vyléčeným Frusciantem a přesvědčil Kiedise o nezbytnosti skutečného zbavení se závislosti.
Album Californication, vydané po více než roce nahrávání roku 1999, se ukázalo být velmi úspěšným restartem hudební kariéry této kalifornské kapely. Návrat skupiny byl pečlivě zajištěn propagačními koncerty na různých místech světa a mnoha rozhovory pro tisk. Kiedis na desce zpívá civilněji, jako by šetřil hlasivky, časopis Rolling Stone mu ve své recenzi věnoval chválu za dramatické zlepšení vokálů. Z tohoto alba vzešlo hned několik hitů: pomalejší Scar Tissue, za kterou skupina dostala v roce 1999 cenu Grammy za nejlepší rockovou skladbu, či Otherside nebo svižnější Around The World. Časopis Rolling Stone zařadil album na 399. místo v seznamu 500 nejlepších alb všech dob. Během pěti let se prodalo přes 15 milionů kopií a jedná se doposud o komerčně nejúspěšnější desku skupiny.
Další skvělé album přišlo na svět v roce 2002 a bylo jím By the Way. Skupina začala náhravat v roce 2001 ihned po skončení Californication tour. Frusciante a Kiedis spolupracovali často několik dní v kuse, diskutujícíc o kytarových sekcích a textech. Pro Kiedise bylo psaní By the Way "úplně jinou zkušeností než práce na Californication. John byl zpátky a čišelo z něj sebevědomí." By the Way vyšlo v červenci 2002 a přineslo čtyři singly; "By the Way", "The Zephyr Song", "Can't Stop" a "Universally Speaking".

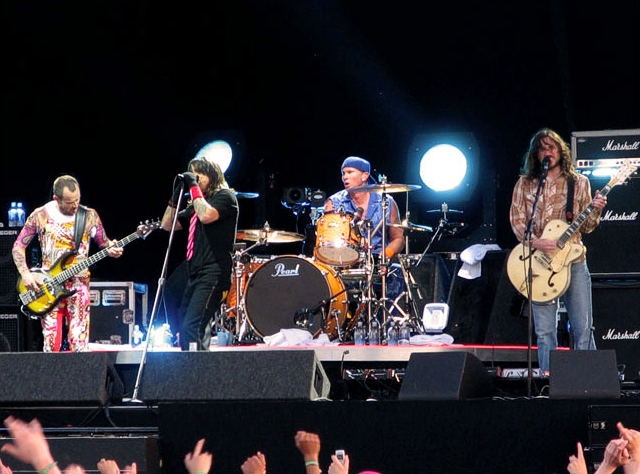
Red Hot Chili Peppers na festivale Pinkpop v Landgraafu v Holandsku, červen 2006

Další deskou je Stadium Arcadium (2006). Na albu je slyšet obrovská vyzrálost kalifornské čtveřice. Svými hity (Dani California, Snow (Hey Oh), Hump De Bump) opět zaplnili rádia a vysílání hudebních televizí. V rámci propagační šňůry evropských koncertů zamířili 14. 6. 2006 i do České republiky, do pražské Sazka Arény. Bylo to teprve jejich druhé vystoupení v Praze (resp. celé České republice). Zavítali zde však poprvé i s Johnem Frusciantem.
V říjnu 2009 Frusciante z RHCP podruhé odešel a vydal se na sólovou dráhu. Nahradil jej jeho kamarád a spolupracovník na jeho sólových albech Josh Klinghoffer (* 3. 10. 1979), který již dříve sloužil jako doprovodný kytarista na jejich turné Stadium Arcadium. Roku 2011 s ním skupina vydala album I'm with You, jež bylo fanoušky přijato poněkud vlažně a nenavázalo tak na úspěchy předchozích několika alb. Navzdory tomu, že první studiová nahrávka s novým kytaristou nepatřila k nejlepším, uspořádala skupina světové turné, při němž mezi lety 2011 až 2014 odehrála téměř 160 koncertů, a jednalo se tak zároveň o nejdelší turné věnované propagaci některého z alb Red Hot Chili Peppers. 27. 8. 2012 poté navštivila tato čtveřice i Českou republiku.
V témže roce byla skupina uvedena do Rock and Roll Hall of Fame, úvodní slovo ceremoniálu přednesl Chris Rock.
Na konci roku 2014 začalo nahrávání nově napsaného alba, které však bylo na 6 měsíců pozastaveno poté, co si baskytarista Flea nešťastně zlomil ruku. V únoru 2016 skupina uveřejnila na internetu píseň „Circle of the Noose“, kterou nahrála v roce 1997 ještě s Davem Navarrem jako poctu hudebníkovi Nusrat Fateh Ali Khanovi. O tři měsíce později byl vydán singl Dark Necessities následovaný dvěma dalšími písněmi a 17. června 2016 pak vyšlo i samotné album s názvem The Getaway, které obsahuje celkem 13 skladeb a hostuje na něm mj. i Elton John. Při příležitosti The Getaway World Tour poté kapela opět zavítala 4. 9. 2016 i do Prahy, jednalo se o jejich čtvrté vystoupení v ČR. V recenzi na tuto desku hudební web iReport uvedl, že „je to album, kde temnost, drzost a melancholie občas rozevře náruč a dovolí nakouknout křehkosti“, a udělil melancholickému počinu tři a půl hvězdičky z pěti. Na konci roku 2019 kapela ohlásila opětovný návrat Johna Fruscianta, který tak znovu vystřídal Joshe na postu kytaristy.

## Sestava

### současná
- Anthony Kiedis – zpěv (1983-dosud)
- Michael Balzary (známý jako 'Flea') – basa (1983-dosud)
- Chad Smith – bicí (1988-dosud)
- John Frusciante – kytara (1988-1992; 1998-2009, 2019-dosud)

### předchozí kytaristé
- Hillel Slovak (1983; 1985-1988)
- Jack Sherman (1983-1985)
- Dwayne 'Blackbyrd' McKnight (1988)
- Arik Marshall (1992-1993)
- Jesse Tobias (1993)
- Dave Navarro (1993-1998)
- Josh Klinghoffer (2010-2019)

### předchozí bubeníci
- Jack Irons (1983; 1986-1988)
- Cliff Martínez (1983-1985)
- D.H. Peligro (1988)

## Diskografie
- Red Hot Chili Peppers (1984)
- Freaky Styley (1985)
- Uplift Mofo Party Plan (1987)
- Mother's Milk (1989)
- Blood Sugar Sex Magik (1991)
- One Hot Minute (1995)
- Californication (1999)
- By the Way (2002)
- Stadium Arcadium (2 CD) (2006)
- I'm With You (2011)
- The Getaway (2016)
- Unlimited Love (2022)
- Return of the Dream Canteen (2022)

#### Fóra
- Stadium Arcadium Forum
- One Hot Globe